# غلاديس ديك
غلاديس ديك (بالإنجليزية: Gladys Dick)‏ هي عالمة أمراض وعالمة أحياء دقيقة وطبيبة أمريكية، ولدت في 18 ديسمبر 1881 في باوني سيتي في الولايات المتحدة، وتوفيت في 21 أغسطس 1963 في بالو ألتو في الولايات المتحدة.

## وصلات خارجية
- غلاديس ديك على موقع الموسوعة البريطانية (الإنجليزية)